# Gabriel Molina Villegas
Gabriel Molina Villegas (Cáceres, 26 de junio de 1923 – Alicante, 1999) fue un político y sindicalista español del PSOE y UGT respectivamente. Fue alcalde de San Vicente del Raspeig desde 1979 a 1983 y concejal de Alicante desde 1991 a 1995.

## Biografía
Residente en Alicante desde 1949, fue de oficial primero de una notaría en dicha ciudad.
Fue uno de los destacados miembros de la reorganización de UGT en Alicante en la clandestinidad desde 1973 y durante la Transición española. Fue miembro de la ejecutiva de UGT en la ciudad de Alicante, en la provincia de Alicante y miembro del comité federal. También fue el representante de UGT en la Mesa de Fuerzas Políticas y Sindicales del País Valenciano de Alicante en 1976.
Durante este periodo también se integró paulatinamente en el PSOE. En abril de 1978 salió elegido miembro de la ejecutiva comarcal del Alacantí del PSOE durante la secretaría general de Angelita Rodríguez. Fue candidato en el puesto 8 en la lista del PSOE por la provincia de Alicante en las Elecciones generales de España de 1979, no resultando elegido. Unos meses después, encabezó la lista del PSOE en las Elecciones municipales en San Vicente del Raspeig, resultando elegido como primer alcalde de la democracia en el municipio sanvicentero.
En marzo de 1981 vuelve a resultar miembro de la ejecutiva comarcal bajo la secretaría general de Antonio Fernández Valenzuela. También fue miembro del Comité Nacional del PSPV-PSOE. Con 68 años, regresó a la política municipal al ser elegido concejal tras ir en las listas como número 11 del PSOE en la ciudad de Alicante en las elecciones municipales de 1991. Los socialistas recuperaron la alcaldía de la mano de Ángel Luna y Gabriel Molina ocupó la concejalía de Sanidad.
Falleció en Alicante en 1999, y a título póstumo una plaza de San Vicente del Raspeig lleva su nombre.